# 官涌山

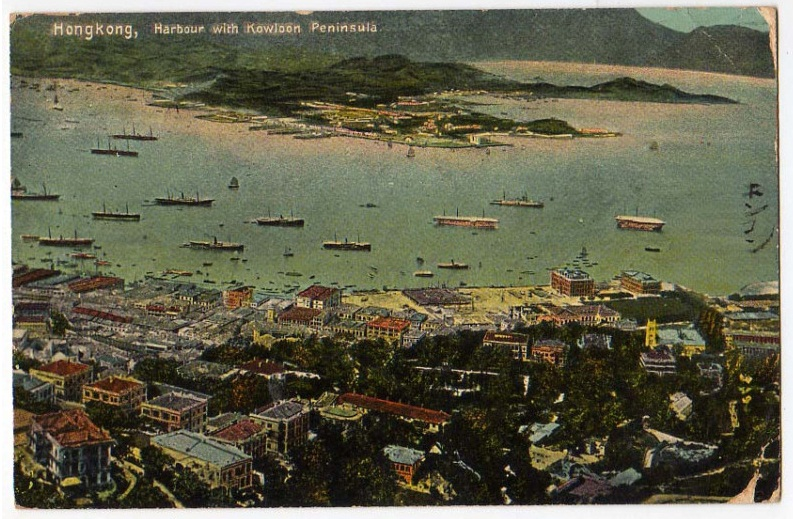
1900年代的香港明信片：
官涌山在九龍半島左方碼頭對上的位置

官涌山是香港昔日的一座山丘，位於九龍半島西南部官涌（今佐敦附近）。

## 歷史

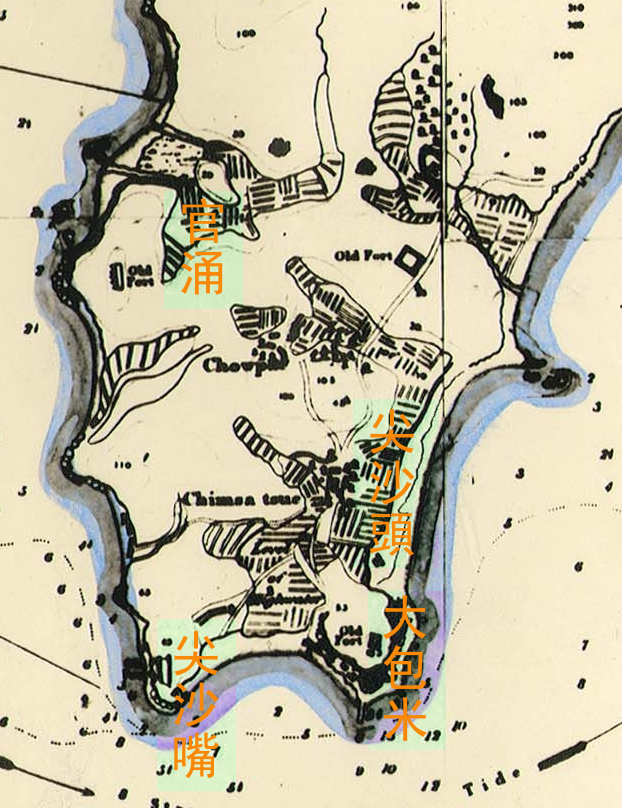
1845年九龍半島地圖：
官涌為一涌谷，西南官涌山上有寨

官涌山山腳為官涌村的所在地。官涌山是從九龍北部通住尖沙咀的必經之路，為戰略要地。根據1820年編印的《新安縣志》記載：「尖沙嘴迤北，有山樑一座，名曰官涌，恰當夷船脊背之上，俯攻最為得力」。
1839年6月20日，九龍尖沙咀村發生林維喜案。英國水兵在村內醉酒鬧事，打死村民林維喜，林則徐要求英國商務總監義律交出兇手, 義律卻自己輕判了事。此事因而成為第一次鴉片戰爭的導火線，為香港開埠及英國佔領香港埋下伏筆。同年11月，中英隨即爆發穿鼻之戰，英方戰敗後逃回尖沙咀，林則徐便下令軍隊駐在官涌山還擊，結果成功將英軍驅逐出尖沙咀，史稱官涌之戰。
1840年，林則徐分別在官涌山和尖沙咀興建官涌炮台（又名臨衝炮台）及尖沙咀炮台，設有官署、兵房、神廟和火藥庫等建築物，並派駐75名士兵防守。但在一年後，因着砲台孤懸海外的緣故，林則徐下令撤防。兩座砲台在之後的第一次鴉片戰爭中被英軍所佔領，並且被炸毀和拆卸。現時官涌街和炮台街就是昔日的遺址。
1906年，香港發生了一場嚴重的風災，史稱丙午風災，損失極為巨大。於是香港政府在1909年通過《建築避風塘條例》，興建油麻地避風塘。官涌山被夷平，而所得沙石則被用作填平旺角至油麻地一帶的淺灘和建築防波堤。